# 태전중학교
태전중학교(胎田中學校)는 대한민국 경기도 광주시에 있는 공립 중학교이다.

## 연혁
- 2023년 3월 1일 : 개교

## 학교 동문
급식만 맛있다